# Ломачинский, Вячеслав Алексеевич
Вячеслав Алексеевич Ломачинский (20.08.1937-10.01.2010) — российский учёный в области техники и технологии плодоовощной консервной промышленности, член-корреспондент РАСХН (2005).

## Биография
Родился в с. Пяткиевка Бердшадского района Винницкой области. Окончил Одесский технологический институт пищевой и холодильной промышленности (1960).
- 1960—1969 инженер-механик, начальник цеха, главный механик, главный инженер Мелитопольского консервного завода.
- 1969—1975 заместитель начальника, начальник производственно-технического отдела, главный инженер-заместитель начальника Главного управления консервной, овощесушильной и пищеконцентратной промышленности Министерства пищевой промышленности УССР.
- 1975—2010 директор ВНИИ консервной и овощесушильной промышленности.

Доктор технических наук (2003), член-корреспондент РАСХН (2005).
Автор технологических и инженерных разработок в области исследований тепло- и массообмена при экстрагировании растительного сырья.
Заслуженный работник пищевой индустрии Российской Федерации (1997). Награждён медалью ордена «За заслуги перед Отечеством» II степени (2006), медалями «Ветеран труда» (1986), «В память 850-летия Москвы» (1997).
Получил 20 авторских свидетельств и 415 патентов на изобретения.
Публикации:
- Приоритеты развития науки и научного обеспечения в пищевой и перерабатывающих отраслях АПК: механизм формирования и реализации / соавт.: А. Н. Богатырев и др. — М., 1995. — 158 с.
- Система научного и инженерного обеспечения пищевых и перерабатывающих отраслей АПК России /соавт.:А. Н. Богатырев и др.— М.: Пищ. пром-сть, 1995. — 528с.
- Высокоэффективные технологии переработки растительного сырья. — М.: Рус. технологии, 1996. — 176 с.
- Технология продуктов для детского питания / соавт.: Г. И. Касьянов, А. Н. Самсонова. — Ростов н/Д: МарТ, 2001. — 256 с.
- Безопасность и качество продуктов переработки плодов и овощей/соавт.:С. Ю. Гельфанд и др.;ГНУ Всерос. НИИ консерв.и овощесушил.пром-сти.-М.,2007.-378 с.
- Методическое руководство по химико-технологическому сортоиспытанию овощных, плодовых и ягодных культур для консервной промышленности / соавт.: Е. Я. Мегердичев и др.; ГНУ Всерос. НИИ консерв. и овощесушил. пром-сти. — М., 2008. — 156 с.
- Основы организации консервного производства / соавт.: Е. Я. Мегердичев, В. И. Сенкевич; ГНУ Всерос. НИИ консерв. и овощесушил. пром-сти. — М., 2009. — 237 с.